# Stazione di Kakio
La stazione di Kakio (柿生駅?, Kakio-eki) è una stazione ferroviaria che si trova nel quartiere di Asabu-ku della città giapponese di Kawasaki, nella prefettura di Kanagawa, ed è servita dalla linea Odakyū Odawara delle Ferrovie Odakyū.

## Linee
Ferrovie Odakyū
● Linea Odakyū Odawara

## Struttura
La stazione è dotata di due marciapiedi laterali con due binari passanti in superficie.
| 1 | ● Linea Odakyū Odawara | per Machida, Hon-Atsugi, Odawara, Hakone-Yumoto, Karakida e Katase-Enoshima |
| 2 | ● Linea Odakyū Odawara | per Shinjuku e linea Chiyoda                                                |

## Stazioni adiacenti
| «                                 | Servizio                               | »                    |
| Linea Odakyū Odawara              | Linea Odakyū Odawara                   | Linea Odakyū Odawara |
| --------------------------------- | -------------------------------------- | -------------------- |
| Shin-Yurigaoka                    | Locale Semiesp. sezionale Semiespresso | Tsurukawa            |
| Tutti gli altri treni non fermano |                                        |                      |